# 見沼町
見沼町（みぬまちょう）は、埼玉県蓮田市の町名。現行行政地名は見沼町のみ。丁番をもたない単独町名である。住居表示実施地区。郵便番号は349-0127。

## 地理
埼玉県東部、蓮田市南部の大宮台地上（岩槻支台）に位置する。東側で関山と上に、南東角で本町に、南側で末広と御前橋に、西側で綾瀬と蓮田に、北側で関山に隣接する。北西部を埼玉県道3号さいたま栗橋線がかすめる。
住居表示の実施により成立した。全域が市街化区域に指定されており、主に住宅地として利用されている。主に生産緑地地区は5カ所存在する。
河川
- 見沼代用水

### 地価
住宅地の地価は、2019年（令和元年）7月1日の埼玉県の地価調査によれば、見沼町3007番1（住居表示は見沼町6番3号）の地点で11万2000円/m2となっている。

## 歴史
- 1964年（昭和39年） - 住居表示実施により、大字蓮田の一部から見沼町が成立[6]。
- 1972年（昭和47年）10月1日 - 蓮田町が市制施行し、蓮田市の町名となる。
- 1987年（昭和61年）3月31日 - 蓮田郵便局が東三丁目から地内に移転する。

## 世帯数と人口
2020年（令和2年）9月1日時点の世帯数と人口は以下の通りである。
| 町丁   | 世帯数  | 人口    |
| ------ | ------- | ------- |
| 見沼町 | 663世帯 | 1,449人 |

## 小・中学校の学区
市立小・中学校に通う場合、学区は以下の通りとなる。
| 町丁   | 区域 | 小学校                 | 中学校             |
| ------ | ---- | ---------------------- | ------------------ |
| 見沼町 | 全域 | 蓮田市立蓮田中央小学校 | 蓮田市立蓮田中学校 |

## 交通

### 鉄道
地区内に鉄道は敷設されていない。最寄り駅は東北本線（宇都宮線）蓮田駅であり、見沼町3007番1（住居表示は見沼町6番3号）の地点から約580 mの位置にある。

### バス
朝日自動車により、蓮田駅西口発着の路線バスが運行されている。

### 道路
- 埼玉県道3号さいたま栗橋線 - 見沼代用水に架かる蓮田橋付近で、上り線側歩道が町域をかすめる。
- 前口山ノ内線

その他、地区東境を南北に通る道路（市道）を「中学校通り」と称している。緑のヘルシーロードは町域の境界線となる見沼代用水の右岸側にあるため地内を通らない。

## 施設
- 蓮田郵便局
- 蓮田市立蓮田みぬま保育園
- 蓮田市勤労青少年ホーム[10]
- 見沼町自治会館
- 見沼公園